# Maskotki Zimowych Igrzysk Olimpijskich 2010
Miga i Quatchi to oficjalne maskotki Zimowych Igrzysk Olimpijskich 2010 Vancouver, natomiast Sumi jest maskotką igrzysk paraolimpijskich. Mukmuk nie jest maskotką oficjalną, ale często występuje razem z Migą, Quatchim i Sumim.
Maskotki przedstawiają pierwsze istoty jakie według wierzeń ludności autochtonicznej Kanady zasiedliły ich ziemie.

## Postacie
- Miga - mityczny niedźwiedź morski, w połowie orka - w połowie niedźwiedź biały (Ursus americanus kermodei),
- Quatchi – Wielka Stopa. Przybył z tajemniczych lasów Kanady i marzy o zostaniu hokeistą,
- Sumi - jest zwierzęcym duszkiem, ma skrzydła Ptaka Gromu i nogi amerykańskiego niedźwiedzia czarnego, nosi kapelusz wieloryba. Mieszka w górach Kolumbii Brytyjskiej (Kanada). Imię Sumi pochodzi od saliskiego słowa "Sumesh" które oznacza "duch stróża". Sumi stara się ochronić ziemię, wodę i stworzenia zamieszkujące jego ojczyznę.
- Mukmuk - świstak z Vancouver, opisywany jako "mały i przyjacielski",

## Galeria

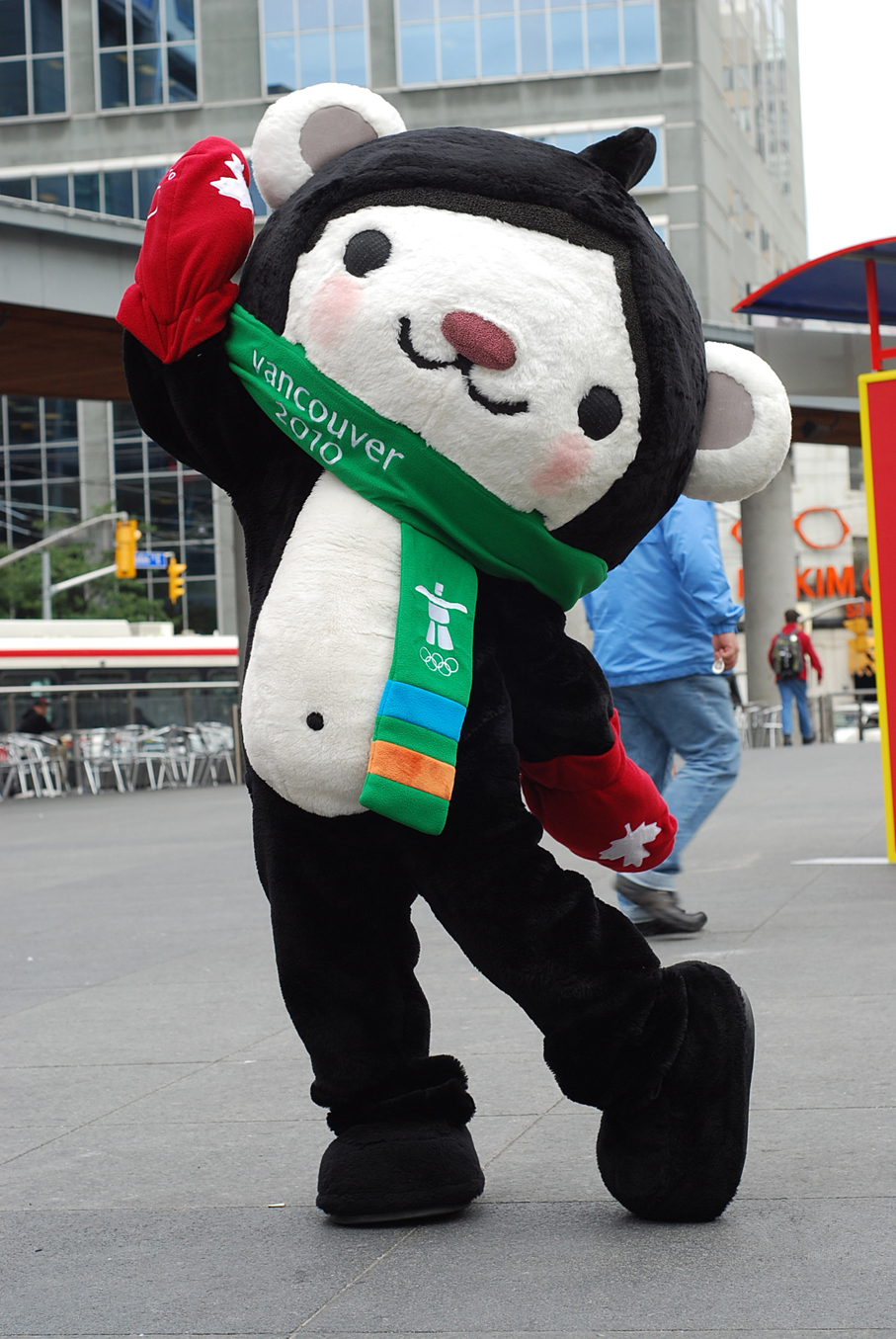
Miga
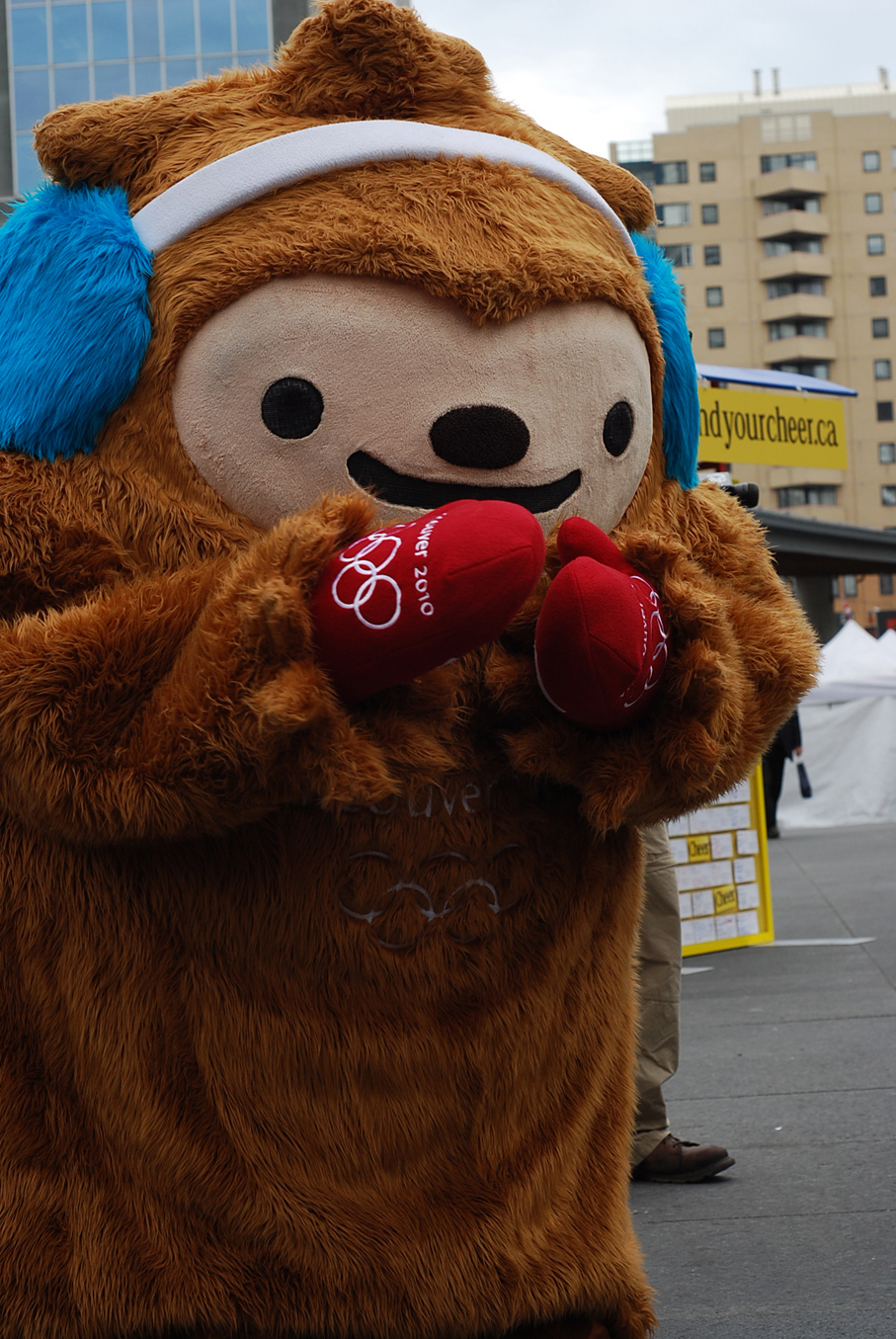
Quatchi
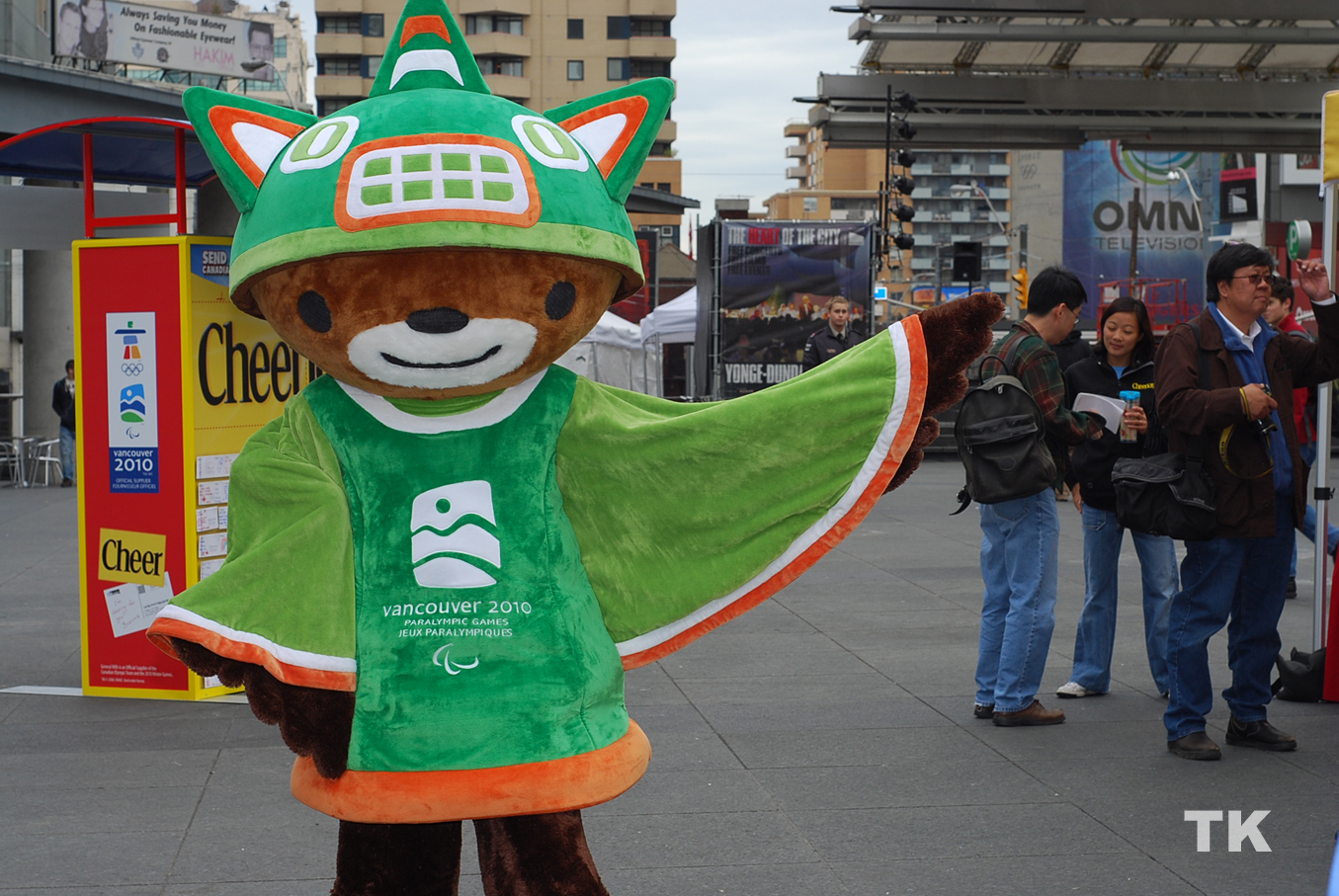
Sumi
Mukmuk

## Źródła i przypisy
- artykuł napisano w oparciu o angielskojęzyczną Wikipedię [dostęp: 2010-01-08]
- Maskotki. olimpijski.pl. [zarchiwizowane z tego adresu (2010-02-10)]. na stronie Polskiego Komitetu Olimpijskiego [dostęp: 2010-01-08]
- 2010 Vancouver Olympics' mascots inspired by First Nations creatures, Canadian Broadcasting Corporation, 2007-11-27 (ang.)